# Глаурунг
Глаурунг је змај у легендаријуму Џ. Р. Р. Толкина.
Он је отац свих змајева, створио га је Моргот у Ангабанду током Првог Доба. Нема крила, али бљује ватру. Први пут се појавио током опсаде Ангабанда 265. године Првог Доба, али како је био још млад имао је само половину своје одрасле величине, тако да су га вилењаци поразили и он је побегао назад у Ангбанд. Учествовао је и у Бици Небројених Суза када га је повредио господар патуљака из Белегоста. Он је разорио Нарготронд где се затим настанио направивши гнездо од блага. Убио га је Турин својим црним мачем Гуртангом.